# Оксидоредуктаза
Оксидоредуктазите са клас ензими, които катализират окислително-редукционни процеси. Окисляващият се субстрат е донор на водородни атоми или електрони, докато редуциращото се съединение е съответния акцептор. Така например в реакцията:
А- + Б ↔ А + Б-
Съединението „А“ е окислител (донор на електрони или водородни атоми), докато Б е редуктор (акцептор на електроните или водородните атоми).
Ензим от тази група, представлява глутатионпероксидазата (EC 1.11.1.9), катализиращ следната реакция:
2Глутатион-SH + H2O2 ↔ Глутатион-SS-Глутатион + 2H2O
В случая глутатиона е субстрата, които се окислява и следователно е редуктор, докато окислителя е водороден пероксид, които се редуцира (приема водородни атоми).

## Номенклатура
Систематичното име на тази група ензимите се формира от последователността „донор:акцептор оксидоредуктаза“. По-общото име, което се препоръчва за употреба където е възможно е „донор:дехидрогеназа“;допълнителна алтеранатива може да бъде и „акцептор редуктаза“ Думата „донор:оксидаза“ се използва, само когато като акцептор служи молекулен кислород.

## Класификация
Оксидоредуктазите се класифицират като EC 1 според ензимната номенклатура на IUBMB. Съответно се подразделят на 22 подкласа в зависимост от специфичността си към донорната или акцепторната молекула:
- EC 1.1: Действащи на донорна CH-OH група
- EC 1.2:	Действащи на донорна алдехидна или оксогрупа
- EC 1.3: Действащи на донорна CH-CH група
- EC 1.4: Действащи на донорна CH-NH2 група
- EC 1.5: Действащи на донорна CH-NH група
- EC 1.6: Действащи на НАДН и НАДФН
- EC 1.7: Действащи на други донорни азотни съединения
- EC 1.8: Действащи на донорни сяра-съдържащи групи
- EC 1.9: Действащи на донорни хем-съдържащи групи
- EC 1.10: Действащи на донорни дифеноли или сродни съединения
- EC 1.11: Действащи на акцептор пероксид
- EC 1.12: Действащи на донор водород
- EC 1.13: Действащи на единични донори с присъединяване на молекулен кислород (оксигенази)
- EC 1.14: Действащи на двойка донори с присединяване или редукция на молекулен кислород
- EC 1.15: Действащи на акцептор супероксид
- EC 1.16: Окисляващи метални йони
- EC 1.17: Действащи на CH и CH2 групи
- EC 1.18: Действащи на донорни желязо-серни белтъци
- EC 1.19: Действащи на донорен редуциран флаводоксин
- EC 1.20: Действащи на фосфор или арсен в донора
- EC 1.21: Действащи на X-H и Y-H групи, до формирането на X-Y връзка
- EC 1.99: Други оксидоредуктази